# Leptodontium sulphureum
Leptodontium sulphureum là một loài Rêu trong họ Pottiaceae. Loài này được (Müll. Hal.) Mitt. mô tả khoa học đầu tiên năm 1869.